# Liste der Mitglieder des Schweizer Ständerats in der 49. Legislaturperiode

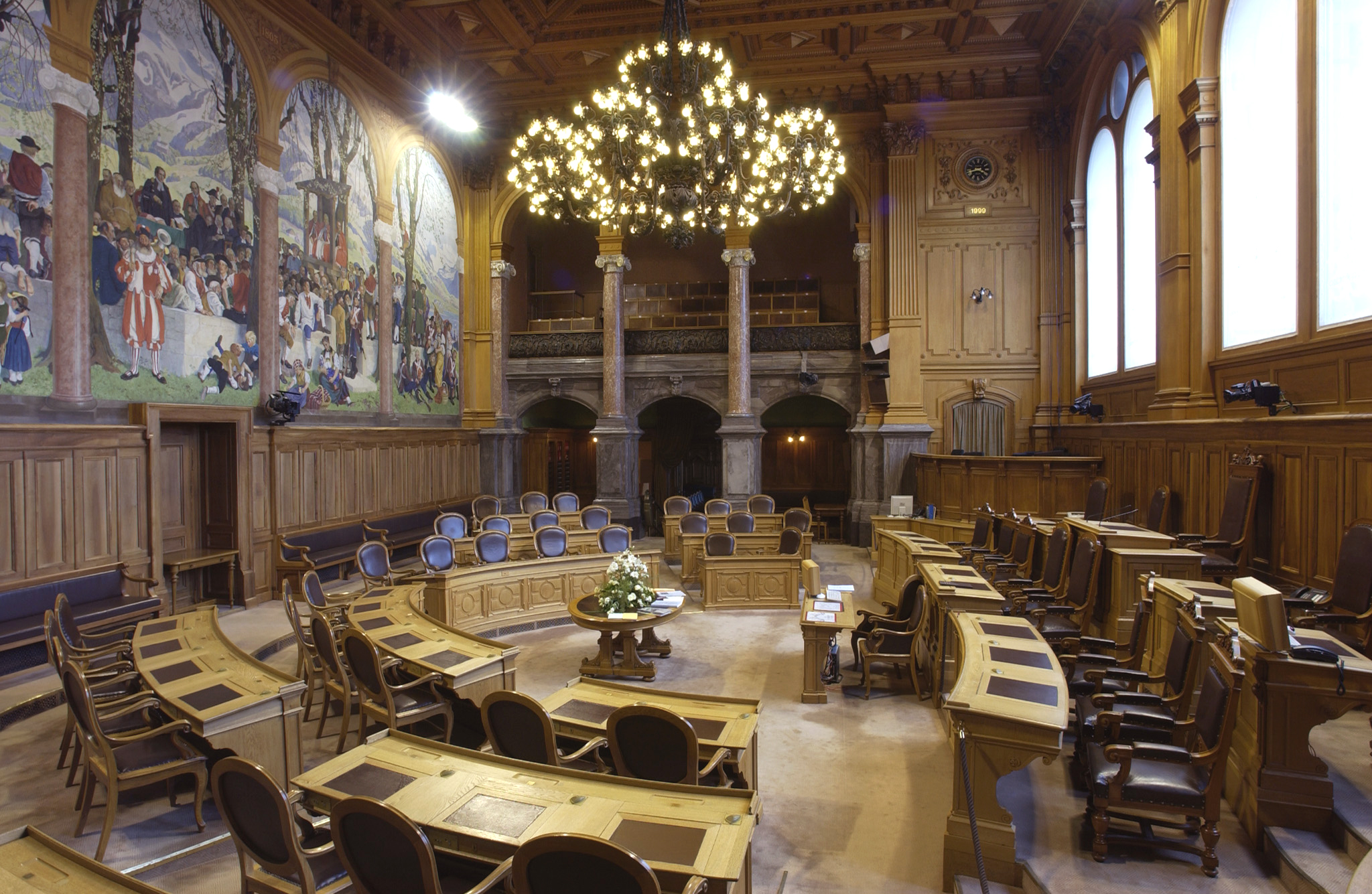
Saal des Ständerates im Bundeshaus

Dieser Artikel listet alle Personen auf, die während der Legislaturperiode 2011–2015 dem Ständerat angehörten.

## Im Ständerat vertretene Parteien
| Partei                              | Abkürzung | Sitze |
| ----------------------------------- | --------- | ----- |
| Christlichdemokratische Volkspartei | CVP       | 12    |
| Sozialdemokratische Partei          | SP        | 11    |
| FDP.Die Liberalen                   | FDP       | 11    |
| Schweizerische Volkspartei          | SVP       | 5     |
| Grüne Partei                        | GPS       | 2     |
| Grünliberale Partei                 | glp       | 2     |
| Bürgerlich-Demokratische Partei     | BDP       | 1     |
| Christlichsoziale Partei            | CSP       | 1     |
| parteilos                           | –         | 1     |

## Ratsmitglieder
| Name                       | Partei | Kanton                 | Geburtsdatum  | Ständerat seit | Beruf                                       | Foto                    |
| -------------------------- | ------ | ---------------------- | ------------- | -------------- | ------------------------------------------- | ----------------------- |
| Fabio Abate                | FDP    | Tessin                 | 4. Jan. 1966  | 5. Dez. 2011   | Rechtsanwalt                                | Fabio Abate             |
| Hans Altherr               | FDP    | Appenzell Ausserrhoden | 29. Apr. 1950 | 8. März 2004   | Rechtsanwalt                                | Hans Altherr            |
| Isidor Baumann             | CVP    | Uri                    | 23. Sep. 1955 | 5. Dez. 2011   | Regierungsrat                               | Isidor Baumann          |
| Didier Berberat            | SP     | Neuenburg              | 1. Dez. 1956  | 21. Sep. 2009  | Gemeinderat                                 | Didier Berberat         |
| Peter Bieri                | CVP    | Zug                    | 21. Juni 1952 | 23. Jan. 1995  | Lehrer                                      | Peter Bieri             |
| Pirmin Bischof             | CVP    | Solothurn              | 24. Feb. 1959 | 12. Dez. 2011  | Rechtsanwalt                                | Pirmin Bischof          |
| Ivo Bischofberger          | CVP    | Appenzell Innerrhoden  | 24. Feb. 1958 | 4. Juni 2007   | Rektor                                      | Ivo Bischofberger       |
| Pascale Bruderer           | SP     | Aargau                 | 28. Juli 1977 | 5. Dez. 2011   | Unternehmensberaterin                       | Pascale Bruderer        |
| Raphaël Comte              | FDP    | Neuenburg              | 29. Sep. 1979 | 1. März 2010   | Student                                     | Raphaël Comte           |
| Robert Cramer              | GPS    | Genf                   | 7. Feb. 1954  | 3. Dez. 2007   | Staatsrat                                   | Robert Cramer           |
| Verena Diener              | glp    | Zürich                 | 27. März 1949 | 6. Dez. 2007   |                                             | Verena Diener           |
| Roland Eberle              | SVP    | Thurgau                | 7. Dez. 1953  | 5. Dez. 2011   | Unternehmer                                 | Roland Eberle           |
| Joachim Eder               | FDP    | Zug                    | 24. Nov. 1951 | 5. Dez. 2011   | Regierungsrat                               | Joachim Eder            |
| Christine Egerszegi-Obrist | FDP    | Aargau                 | 29. Mai 1948  | 3. Dez. 2007   | Lehrerin                                    | Christine Egerszegi     |
| Stefan Engler              | CVP    | Graubünden             | 30. Mai 1960  | 5. Dez. 2011   | Regierungsrat                               | Stefan Engler           |
| Anita Fetz                 | SP     | Basel-Stadt            | 19. März 1957 | 1. Dez. 2003   | Unternehmerin                               | Anita Fetz              |
| Peter Föhn                 | SVP    | Schwyz                 | 11. Dez. 1952 | 15. Dez. 2011  | Unternehmer                                 | Peter Föhn              |
| Jean-René Fournier         | CVP    | Wallis                 | 18. Dez. 1957 | 3. Dez. 2007   | Staatsrat                                   | Jean-René Fournier      |
| Hannes Germann             | SVP    | Schaffhausen           | 1. Juli 1956  | 16. Sep. 2002  | Ökonom                                      | Hannes Germann          |
| Konrad Graber              | CVP    | Luzern                 | 24. Juli 1958 | 3. Dez. 2007   | Wirtschaftsprüfer                           | Konrad Graber           |
| Felix Gutzwiller           | FDP    | Zürich                 | 22. Feb. 1948 | 3. Dez. 2007   | Arzt                                        | Felix Gutzwiller        |
| Brigitte Häberli-Koller    | CVP    | Thurgau                | 23. Aug. 1958 | 5. Dez. 2011   | Kauffrau                                    | Brigitte Häberli-Koller |
| Claude Hêche               | SP     | Jura                   | 20. Dez. 1952 | 3. Dez. 2007   | Bauzeichner                                 | Claude Hêche            |
| Thomas Hefti               | FDP    | Glarus                 | 30. Okt. 1959 | 3. März 2014   | Rechtsanwalt                                | Thomas Hefti            |
| Hans Hess                  | FDP    | Obwalden               | 4. Mai 1945   | 8. Juni 1998   | Rechtsanwalt                                | Hans Hess               |
| Werner Hösli               | SVP    | Glarus                 | 30. Aug. 1961 | 16. Juni 2014  | Leiter Alterszentrum                        | Werner Hösli            |
| René Imoberdorf            | CSP    | Wallis                 | 24. Apr. 1950 | 3. Dez. 2007   | Gemeindepräsident                           | René Imoberdorf         |
| Claude Janiak              | SP     | Basel-Landschaft       | 30. Okt. 1948 | 3. Dez. 2007   | Rechtsanwalt                                | Claude Janiak           |
| Karin Keller-Sutter        | FDP    | St. Gallen             | 22. Dez. 1963 | 5. Dez. 2011   | Regierungsrätin                             | Karin Keller-Sutter     |
| Alex Kuprecht              | SVP    | Schwyz                 | 22. Dez. 1957 | 1. Dez. 2003   | Generalagent                                | Alex Kuprecht           |
| Christian Levrat           | SP     | Freiburg               | 7. Juli 1970  | 29. Mai 2012   | Jurist                                      | Christian Levrat        |
| Filippo Lombardi           | CVP    | Tessin                 | 29. Mai 1956  | 6. Dez. 1999   | Medienunternehmer                           | Filippo Lombardi        |
| Werner Luginbühl           | BDP    | Bern                   | 4. Jan. 1958  | 3. Dez. 2007   | Leiter Public Affairs                       | Werner Luginbühl        |
| Liliane Maury Pasquier     | SP     | Genf                   | 16. Dez. 1956 | 3. Dez. 2007   | Geburtshelferin                             | Liliane Maury Pasquier  |
| Thomas Minder              | –      | Schaffhausen           | 26. Dez. 1960 | 5. Dez. 2011   | Unternehmer                                 | Thomas Minder           |
| Paul Niederberger          | CVP    | Nidwalden              | 5. Dez. 1948  | 3. Dez. 2007   | Experte für Rechnungslegung und Controlling | Paul Niederberger       |
| Paul Rechsteiner           | SP     | St. Gallen             | 26. Aug. 1952 | 12. Dez. 2011  | Rechtsanwalt                                | Paul Rechsteiner        |
| Luc Recordon               | GPS    | Waadt                  | 20. Sep. 1955 | 3. Dez. 2007   | Rechtsanwalt                                | Luc Recordon            |
| Géraldine Savary           | SP     | Waadt                  | 14. Nov. 1968 | 3. Dez. 2007   | Journalistin                                | Géraldine Savary        |
| Martin Schmid              | FDP    | Graubünden             | 24. Mai 1969  | 5. Dez. 2011   | Rechtsanwalt                                | Martin Schmid           |
| Urs Schwaller              | CVP    | Freiburg               | 31. Okt. 1952 | 1. Dez. 2003   | Rechtsanwalt                                | Urs Schwaller           |
| Anne Seydoux-Christe       | CVP    | Jura                   | 7. Juli 1958  | 3. Dez. 2007   | Rechtsanwältin                              | Anne Seydoux-Christe    |
| Markus Stadler             | glp    | Uri                    | 24. Dez. 1948 | 1. Juni 2010   | Berater                                     | Markus Stadler          |
| Hans Stöckli               | SP     | Bern                   | 12. Apr. 1952 | 5. Dez. 2011   | Rechtsanwalt                                | Hans Stöckli            |
| Georges Theiler            | FDP    | Luzern                 | 20. Mai 1949  | 5. Dez. 2011   | Unternehmer                                 | Georges Theiler         |
| Roberto Zanetti            | SP     | Solothurn              | 14. Dez. 1954 | 1. März 2010   | Geschäftsleiter                             | Roberto Zanetti         |

## Änderungen während der Legislaturperiode
| Name            | Partei | Kanton   | Geburtsdatum  | Amtsantritt  | Rücktritt/Tod                         | Nachfolger       | Foto            |
| --------------- | ------ | -------- | ------------- | ------------ | ------------------------------------- | ---------------- | --------------- |
| Alain Berset    | SP     | Freiburg | 9. Apr. 1972  | 1. Dez. 2003 | 14. Dez. 2011 (Wahl in den Bundesrat) | Christian Levrat | Alain Berset    |
| Pankraz Freitag | FDP    | Glarus   | 12. Dez. 1952 | 3. März 2008 | 5. Okt. 2013 (im Amt verstorben)      | Thomas Hefti     | Pankraz Freitag |
| This Jenny      | SVP    | Glarus   | 4. Mai 1952   | 8. Juni 1998 | 13. Feb. 2014 (Rücktritt)             | Werner Hösli     | This Jenny      |